# Henk Smits
 (janvier 2023).
Hendricus « Henk » Smits, né le 7 mai 1947 à Baarlo, est un coureur cycliste néerlandais.

## Biographie

### Carrière sportive
Smits a commencé le cyclisme au sein du club Olympia Baarlo. Lors du Tour international de la paix 1973, il fait partie de l'équipe des Pays-Bas (avec Ewert Diepenveen, Cor Hoogedoom, Piet Legierse, Hermanus Lenferink et Comelius Boersma). Lors de la victoire de Ryszard Szurkowski, il se classe 41e au classement final. Il termine le Tour de Pologne 1973 à la 24e place du classement général. En 1976, il prend le départ pour les Pays-Bas de la britannique Milk Race. En 1981, il participer à la Romsée-Stavelot-Romsée[réf. nécessaire].
Smits a couru pour les équipes cyclistes amateurs néerlandaises Ovis et Hebro-Flandria[réf. nécessaire].

### Succès
Il remporte le classement général du Tour de Liège en 1974, où il gagne une étape, ainsi qu'en 1975. La course à étapes Tour de la province de Namur qu'il a également remportée en 1974[réf. nécessaire]. Lors du Tour de RDA 1974, il termine quatrième lors de la 6e étape : Dessau - Nordhausen, 143 km, le 5 septembre 1974 et cinquième lors de la 7e étape : Quer durch den Harz, 134 km, le 6 septembre 1974 (les deux étapes ont également été considérées comme un Harzrundfahrten). Il se classe 14e au classement général individuel[réf. nécessaire].
En 1978, il remporte une étape et une course en Belgique[réf. nécessaire]. En 1981, il termine troisième de la Romsée-Stavelot-Romsée[réf. nécessaire].